# Preklin
Preklin (från preklinisk), är ett populärnamn på den inledande, prekliniska, delen av svensk läkarutbildning, ofta innehållande undervisning i grundläggande cellbiologi, genetik, biokemi, embryologi, anatomi, histologi, fysiologi, neurovetenskap, immunologi, mikrobiologi, patologi och farmakologi. Preklin omfattar vanligen de första fyra eller fem terminerna av läkarutbildningen.
För tandläkarstuderande innebär preklin den del av utbildning som studenten ges möjlighet att öva upp motoriken och bekanta sig med instrument och material för det framtida kliniska arbetet. Den prekliniska verksamheten omfattar bland annat preparationslära, lagning av tänder samt protetik innefattande kronor, broar och proteser.
Preklin är också benämningen på en studentfest för läkarstudenter som anordnas av studenter på fjärde terminen och som hålls till ära för studenter som gått ut på den kliniska delen av utbildningen, termin 5, och för studenter som går den sista terminen, termin 11 på läkarprogrammet i Uppsala. Läkarprogrammet i Lund har också en mindre variant av denna studentfest, men den anordnas för alla läkarstudenter från första terminen till femte terminen. Festen är en gång per termin och varje fest har ett tema. Alla som kommer dit ska vara utklädda.
Preklin är även den gamla benämningen på den tentamen som Karolinska Institutets läkarstudenter skriver efter de första fyra terminerna på läkarprogrammet. Preklin, numera kallad Integrerad Deltentamen (IDT), innehåller frågor som täcker de första fyra prekliniska terminerna. Även läkarstudenter i Linköpings Universitet skriver en tentamen som omfattar hela preklin, på sina första fem terminer, kallad Sluttentamen eller Stadietentan.